# 令支國
令支國，於殷商時代建立的部落國家，位於在今中華人民共和國河北省滦州市和迁安市之间。《史记》作离枝，亦作冷支、离支、不令支、令疵。屬於東北夷之一，在春秋時代被列為山戎。後來因與孤竹國混同而被誤傳成是商朝的同族。
为孤竹国之邻國，也是殷商的近亲部落和封国之一。商亡之后，归附周朝，曾向周成王進貢。春秋时期，附从南下的山戎，成为山戎之属国。前664年（周惠王十三年、齐桓公二十二年）为齐桓公所灭，被併入燕國。秦朝置为令支县。